# یوناس میکلبرینک
یوناس میکلبرینک (انگلیسی: Jonas Michelbrink؛ زادهٔ ۲۳ ژوئن ۲۰۰۱) بازیکن فوتبال اهل آلمان است.
وی همچنین در تیم ملی فوتبال جوانان آلمان بازی کرده‌است.